# کالدونیا (اوهایو)
کالدونیا (به انگلیسی: Caledonia) یک روستا در ایالات متحده آمریکا است که در شهرستان ماریون، اوهایو واقع شده‌است. کالدونیا ۰٫۶۰ کیلومتر مربع مساحت و ۵۷۷ نفر جمعیت دارد و ۳۰۳ متر بالاتر از سطح دریا واقع شده‌است.